# Unity Party (Liberia)
De Unity Party (Nederland: Partij voor de Eenheid) is een Liberiaanse politieke partij die in 1984 werd opgericht. Ellen Johnson Sirleaf was van 2006 tot 2018 president van Liberia namens de UP.

## Geschiedenis
De Unity Party werd in 1984 opgericht door Edward Kesselly, een voormalig minister onder William Tolbert in de jaren zeventig. De partij werd op 27 juli 1985 geregistreerd. Bij de verkiezingen van 1985 behaalde de partij twee zetels in het Huis van Afgevaardigden en een zetel in de Senaat. Bij de verkiezingen van 1997, de eerste verkiezingen na de Eerste Liberiaanse Burgeroorlog kreeg de partij zeven zetels in het Huis van Afgevaardigden en drie zetels in de Senaat. Bij de verkiezingen van 2005 deden zich nauwelijks veranderingen voor qua zetelaantal. Belangrijker was dat Ellen Johnson Sirleaf (ook al een voormalig minister onder Tolbert) werd gekozen tot president van Liberia.
De grote doorbraak voor de partij kwam bij de verkiezingen van 2011 toen de Unity Party 24 van de 73 zetels in het Huis van Afgevaardigden wist te veroveren en 10 van de 30 zetels in de Senaat. In 2011 werd Johnson als president herkozen. Er was qua zetelaantal wel een achteruitgang te bespeuren bij de Unity Party. De partij verloor vijf zetels in het Huis en twee zetels in de Senaat. In 2017 brak Johnson met de UP en schaarde zich achter presidentskandidaat George Weah die ook werd gekozen tot president. Bij de verkiezingen van 2017 schoof de Unity Party Joseph Boekai naar voren als presidentskandidaat; hij kreeg 38,5% van de stemmen.
Anno 2021 heeft de Unity Party 19 zetels in het Huis van Afgevaardigden en 13 zetels in de Senaat.

## Ideologie
De Unity Party is een partij van het politieke midden met een economisch liberaal profiel.